# Leptodermis vestita
Leptodermis vestita är en måreväxtart som beskrevs av William Botting Hemsley och Francis Blackwell Forbes. Leptodermis vestita ingår i släktet Leptodermis och familjen måreväxter. Inga underarter finns listade i Catalogue of Life.